# 蘇施 (格勞賓登州)

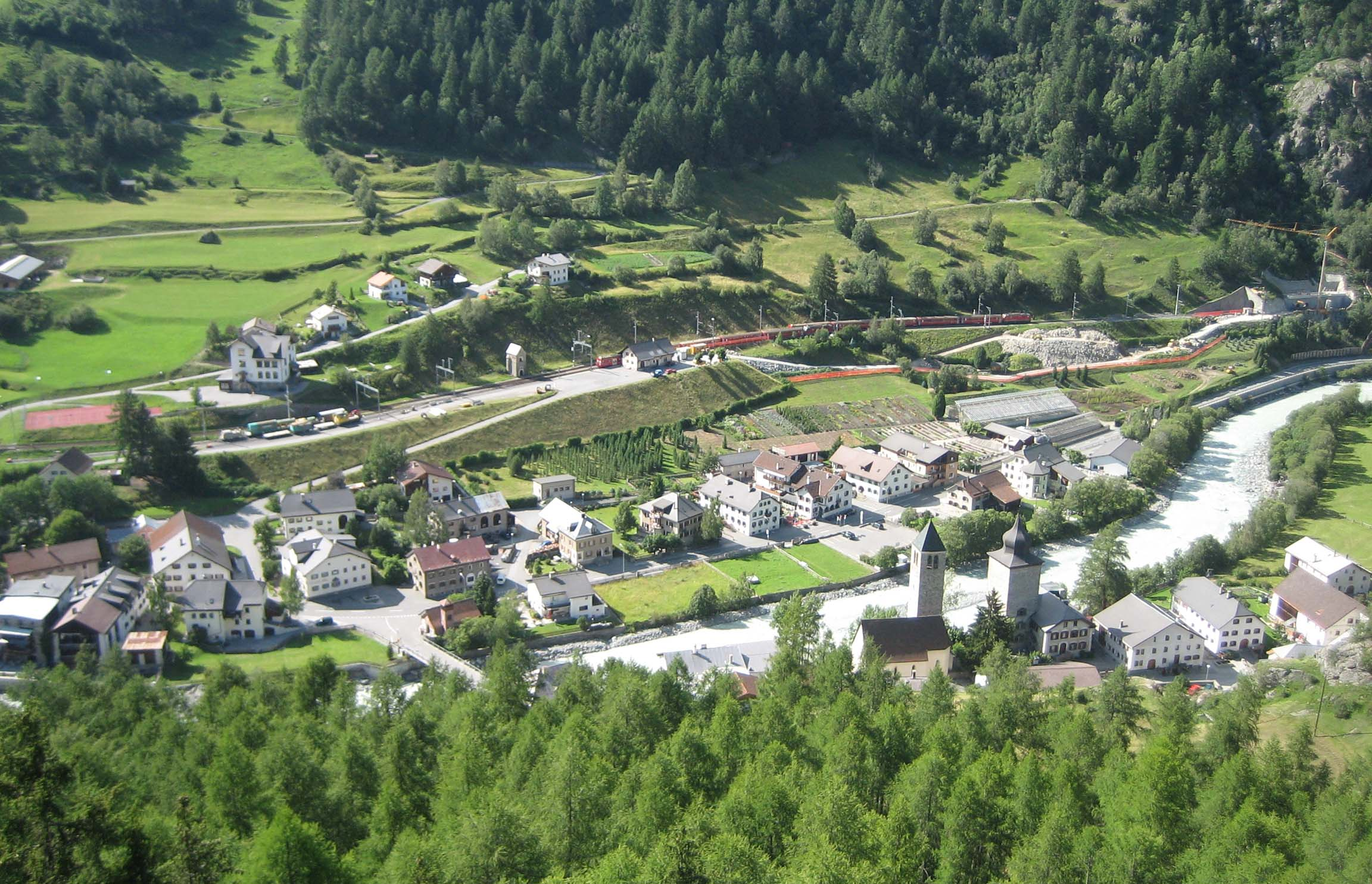

蘇施是瑞士的城鎮，位於該國東部，由格勞賓登州負責管轄，面積93.93平方公里，海拔高度1,438米，2011年人口223，六成半居民使用羅曼什語，人口密度每平方公里2人。